# Snellenia latipes
Snellenia latipes is een vlinder uit de familie Stathmopodidae. De wetenschappelijke naam van de soort is voor het eerst geldig gepubliceerd in 1864 door Walker.